# Maria di Masovia
Maria di Masovia (tra il 1408 e 1415 – 14 febbraio 1454) è stata una principessa di Masovia e membro della dinastia dei Piasti, nonché duchessa consorte di Pomerania-Stolp.

## Biografia
Maria era figlia del duca Siemowit IV di Masovia e di sua moglie Alessandra, sorella del re polacco Jogaila. Era inoltre sorella di Cimburga di Masovia e zia materna dell'imperatore Federico III.
Il 24 giugno 1432 sposò a Poznań il duca Boghislao IX di Pomerania-Stolp, primo cugino per parte di padre di Erik di Pomerania, all'epoca re di Danimarca, Svezia e Norvegia, essendo stato nominato successore della regina Margherita I di Danimarca.
Queste nozze erano volte a rafforzare il legame di Boghislao e Jogaila a danno dei Cavalieri Teutonici, che persero in questo modo il collegamento con il territorio tedesco. Per questo motivo i Cavalieri tentarono di impedire la conclusione del matrimonio tanto che, temendo un colpo di Stato, Boghislao dovette recarsi a Poznan travestito da pellegrino.
Dopo la morte del marito, occorsa il 7 dicembre 1446, Maria governò il ducato di Stolp, sino al 1449, anno in cui ne prese possesso Erik di Pomerania, successore del marito Costui, dopo aver perso tra il 1439-1442 i troni scandinavi, s'era infatti stabilito nell'isola di Gotland, impegnandosi nella pirateria contro gli svedesi ed i danesi.
Dal matrimonio con Boghislao nacquero Sofia (moglie di Eric II e madre di Boghislao X) ed Alessandra, oltre ad un imprecisato numero di altre figlie che morirono durante l'infanzia.
Maria morì il 14 febbraio 1454. Il suo corpo fu sepolto nella chiesa del castello di Stolp. Nel 1788, durante i lavori di ristrutturazione dell'edificio, fu rinvenuto il suo sarcofago, che venne bruciato.

## Ascendenza
|                                |                                 |                          | Genitori           |  |  | Nonni |  |  | Bisnonni                   |  |  | Trisnonni |  |
|                                |                                 |                          |                    |  |  |       |  |  | Trojden I, duca di Masovia |  |  | …         |  |
|                                |                                 |                          |                    |  |  |       |  |  | Trojden I, duca di Masovia |  |  | …         |  |
|                                |                                 | …                        |                    |  |  |       |  |  | Trojden I, duca di Masovia |  |  |           |  |
| Siemowit III di Masovia        |                                 |                          |                    |  |  |       |  |  | Trojden I, duca di Masovia |  |  |           |  |
|                                |                                 | Maria di Galizia         | Jurij I di Galizia |  |  |       |  |  |                            |  |  |           |  |
|                                |                                 | Maria di Galizia         | Jurij I di Galizia |  |  |       |  |  |                            |  |  |           |  |
|                                |                                 | Maria di Galizia         | Eufemia di Cuiavia |  |  |       |  |  |                            |  |  |           |  |
| Siemowit IV di Masovia         |                                 | Maria di Galizia         |                    |  |  |       |  |  |                            |  |  |           |  |
|                                |                                 | Nicola II, duca di Opava | …                  |  |  |       |  |  |                            |  |  |           |  |
|                                |                                 | Nicola II, duca di Opava | …                  |  |  |       |  |  |                            |  |  |           |  |
|                                |                                 | Nicola II, duca di Opava | …                  |  |  |       |  |  |                            |  |  |           |  |
| Eufemia di Opava               |                                 | Nicola II, duca di Opava |                    |  |  |       |  |  |                            |  |  |           |  |
|                                |                                 | Anna di Racibórz         | …                  |  |  |       |  |  |                            |  |  |           |  |
|                                |                                 | Anna di Racibórz         | …                  |  |  |       |  |  |                            |  |  |           |  |
|                                |                                 | Anna di Racibórz         | …                  |  |  |       |  |  |                            |  |  |           |  |
| Maria di Masovia               |                                 | Anna di Racibórz         |                    |  |  |       |  |  |                            |  |  |           |  |
|                                | Gediminas, granduca di Lituania | Butvydas                 |                    |  |  |       |  |  |                            |  |  |           |  |
|                                | Gediminas, granduca di Lituania | Butvydas                 |                    |  |  |       |  |  |                            |  |  |           |  |
|                                | Gediminas, granduca di Lituania | …                        |                    |  |  |       |  |  |                            |  |  |           |  |
| Algirdas, granduca di Lituania | Gediminas, granduca di Lituania |                          |                    |  |  |       |  |  |                            |  |  |           |  |
|                                |                                 | Jewna di Polack          | Ivan di Polack     |  |  |       |  |  |                            |  |  |           |  |
|                                |                                 | Jewna di Polack          | Ivan di Polack     |  |  |       |  |  |                            |  |  |           |  |
|                                |                                 | Jewna di Polack          | …                  |  |  |       |  |  |                            |  |  |           |  |
| Alessandra di Lituania         |                                 | Jewna di Polack          |                    |  |  |       |  |  |                            |  |  |           |  |
|                                |                                 | Alessandro I di Tver'    | Michail Jaroslavič |  |  |       |  |  |                            |  |  |           |  |
|                                |                                 | Alessandro I di Tver'    | Michail Jaroslavič |  |  |       |  |  |                            |  |  |           |  |
|                                |                                 | Alessandro I di Tver'    | Anna di Kašin      |  |  |       |  |  |                            |  |  |           |  |
| Uliana di Tver'                |                                 | Alessandro I di Tver'    |                    |  |  |       |  |  |                            |  |  |           |  |
|                                |                                 | Anastasia di Galizia     | Jurij I di Galizia |  |  |       |  |  |                            |  |  |           |  |
|                                |                                 | Anastasia di Galizia     | Jurij I di Galizia |  |  |       |  |  |                            |  |  |           |  |
|                                |                                 | Anastasia di Galizia     | Eufemia di Cuiavia |  |  |       |  |  |                            |  |  |           |  |
|                                |                                 | Anastasia di Galizia     |                    |  |  |       |  |  |                            |  |  |           |  |